# Johann IV. (Teschen-Auschwitz)
Johann IV. von Auschwitz (auch Johann IV. von Teschen-Auschwitz, Hanuš IV. von Teschen-Auschwitz; nach anderer Zählung auch Johann III. von Teschen-Auschwitz; * 1426/1430; † (28. Oktober 1495/21. Februar) 1497) war 1433/34–1457 Herzog von Auschwitz, das er 1457 an den König von Polen verkaufte. 1465–1482 war er Herzog von Gleiwitz. Er entstammte dem Teschener Zweig der Schlesischen Piasten.

## Herkunft und Leben
Johanns Eltern waren Kasimir I. und Anna († 1426/33), eine Tochter des Herzogs Heinrich VIII. von Glogau.
1465 vermählte sich Johann mit Katharina N. N. Nach deren Tod heiratete er 1475 Barbara († 1510), eine Tochter des Jägerndorfer Herzogs Nikolaus V. Der Ehe entstammte die einzige Tochter Helena. Sie wurde um 1478/80 geboren und starb nach 1524.
Beim Tod des Vaters 1433/34 waren Johann und sein Bruder Primislaus III. noch nicht volljährig. Deshalb übernahm ihr älterer Bruder Wenzel I. die Vormundschaft über sie sowie die Regierung über die ererbten Gebiete. Bei der erst 1445 erfolgten Teilung erhielt Primislaus das Herzogtum Tost und Gleiwitz, während für Wenzel I. das Gebiet von Zator ausgegliedert wurde, das ein eigenständiges Herzogtum wurde. Das so verkleinerte Herzogtum Auschwitz erhielt der jüngste Bruder Johann IV.
Bei den kriegerischen Auseinandersetzungen um die böhmische Thronfolge nach dem Tod des Königs Sigismund 1437 zwischen dem mehrheitlich gewählten Habsburger Albrecht II. und dem noch nicht elfjährigen Kasimir IV., einem Sohn des polnischen Königs Władysław III., verwüstete ein polnisches Heer oberschlesische Gebiete, um so die schlesischen Fürsten zur Anerkennung Kasimirs IV. zu zwingen. Daraufhin erklärte sich Primislaus' Bruder Wenzel I. zugleich im Namen seiner Brüder zu einer bedingten Anerkennung Kasimirs IV. bereit. Allerdings huldigten im November 1438 alle schlesischen Fürsten und Stände in Breslau dem gewählten König Albrecht II. Nach dessen Tod 1439 flammten die Kämpfe um die böhmische Thronfolge wieder auf. Sie wurden vom polnischen König Władysław III. gegen Elisabeth von Luxemburg und deren Anhänger geführt, die die Ansprüche ihres Anfang 1440 geborenen Sohnes Ladislaus Postumus verfochten. Auf ihrer Seite standen auch Johann IV. und seine Brüder, die jedoch von König Władysław III. bezwungen wurden. Nachfolgend mussten sie eine Burg an Polen abtreten und die Befestigungen von Zator schleifen lassen. Zudem musste Primislaus Bruder Wenzel I. 1447 für Zator huldigen und die polnische Oberhoheit anerkennen, wodurch er, und nach seinem Tod 1465 seine Söhne, Vasallen der Krone Polen wurden.
Ebenfalls 1447 wurde ein Konflikt zwischen Johann IV. und seinen Brüdern mit dem polnischen König Kasimir IV. beigelegt, dessen Ursache der 1443 erfolgte Verkauf des Herzogtum Sewerien durch den Teschener Herzog Wenzel I. war, mit dem Johann IV. und seine Brüder nicht einverstanden waren.
Die von Johann IV. geduldeten Überfälle auf polnische Kaufleute auf seinem Territorium sowie seine eigenen Raubzüge nach Kleinpolen und bis nach Krakau führten ebenfalls zu einem jahrelangen Konflikt mit dem polnischen König Kasimir IV. Dessen Truppen überfielen 1453 Auschwitz und belagerten es. Vermutlich deshalb leistete der Auschwitzer Adel Kasimir IV. den Treueid. 1454 musste sich Johann IV. verpflichten, sein Auschwitzer Gebiet an Kasimir IV. zu verkaufen. Erst im Mai 1462 erteilte der böhmische König Georg von Podiebrad bei einem Treffen mit König Kasimir IV. in Glogau seine Zustimmung für den Verkauf des böhmischen Lehens Auschwitz an Polen. Erst danach wurde es rechtlich von Schlesien gelöst und Polen inkorporiert. Für den Erlös von 50.000 Mark erwarb Johann 1465 von seinem Bruder Primislaus das Herzogtum Gleiwitz, das bei der Teilung von 1445 an diesen gefallen war. 1466 erwarb er vom Breslauer Bischof Jodok von Rosenberg das bischöfliche Gut Ujest, das vorher an die Oppelner Herzöge verpfändet gewesen war und das 1463 sein Bruder Primislaus als Mitgift seiner Frau von seinem Schwiegervater Nikolaus I. von Oppeln erhalten hatte.
Nach dem Tod des Königs Georg von Podiebrad unterstützten Johann IV. und sein Bruder Primislaus die Wahl des Jagiellonen Vladislavs II. Ende Juli 1471 begleiteten sie ihn zusammen mit weiteren schlesischen Fürsten auf seinem Weg von Krakau zur Königskrönung nach Prag. Da sowohl das Oppelner Land als auch Mähren dem Gegenkönig Matthias Corvinus ergeben waren, mussten sie den Umweg über Auschwitz, Troppau, Neisse und Glatz nehmen. Nachfolgend wurden Primislaus und sein Bruder Johann IV. von Matthias Corvinus bekämpft. Während eines Treffens in Ratibor wurde Johann IV. am 27. Februar 1475 gefangengesetzt und erst freigelassen, nachdem er ihm halb Gleiwitz abgetreten hatte. Schließlich huldigten Johann IV. und sein Bruder Primislaus König Matthias Corvinus 1469 in Olmütz. Vermutlich unter Corvins Druck verkaufte Johann IV. 1482 die zweite Hälfte von Gleiwitz an den Landeshauptmann von Oberschlesien, Johann Bjelik von Kornitz, der schon vorher mit königlicher Hilfe an die erste Hälfte sowie an Hultschin gelangt war. Dadurch musste Johann, der nach dem Verlust von Auschwitz in Gleiwitz residierte, mit Ujezd vorliebnehmen. Obwohl er 1484 nach seinem Bruder Primislaus das Herzogtum Tost erben sollte, zog Matthias Corvinus dieses als erledigtes Lehen ein und übergab es seinem Sohn Johann Corvinus.
Nach dem Tod ihres Bruders Johann IV. d. Ä. 1483 erwirkte Johanns Frau Barbara von Matthias Corvinus die Zusage, dass sie nach seinem (Corvins) Tod das Herzogtum Jägerndorf, das Corvin ihrem Bruder auf grausame Weise entrissen hatte, zurückerhalten werde. Vermutlich gelangte sie 1490 tatsächlich an die Regentschaft von Jägerndorf, jedoch übertrug es der böhmische König Vladislav II. kurze Zeit später an seinen Kanzler Johann von Schellenberg. Eine Einigung wurde dadurch herbeigeführt, dass Schellenbergs Sohn Georg mit Helena, der Tochter Johanns IV. und Barbaras, verheiratet wurde.
Johanns IV. Todesdatum und sein Bestattungsort sind nicht bekannt. Es ist möglich, dass er seine letzten Lebensjahre bei seiner Tochter in Jägerndorf verbrachte.